# Oficina de los Ministros
La Oficina de los Ministros (en birmano: ဝန်ကြီးများရုံး) anteriormente denominada Secretaría o Edificio de la Secretaría (en inglés: The Secretariat; Secretariat Building) es la antigua sede administrativa de la Birmania británica. Se encuentra en el centro de Rangún (Birmania), y es el lugar donde fueron asesinados Aung San y seis ministros del gabinete.

## Ubicación

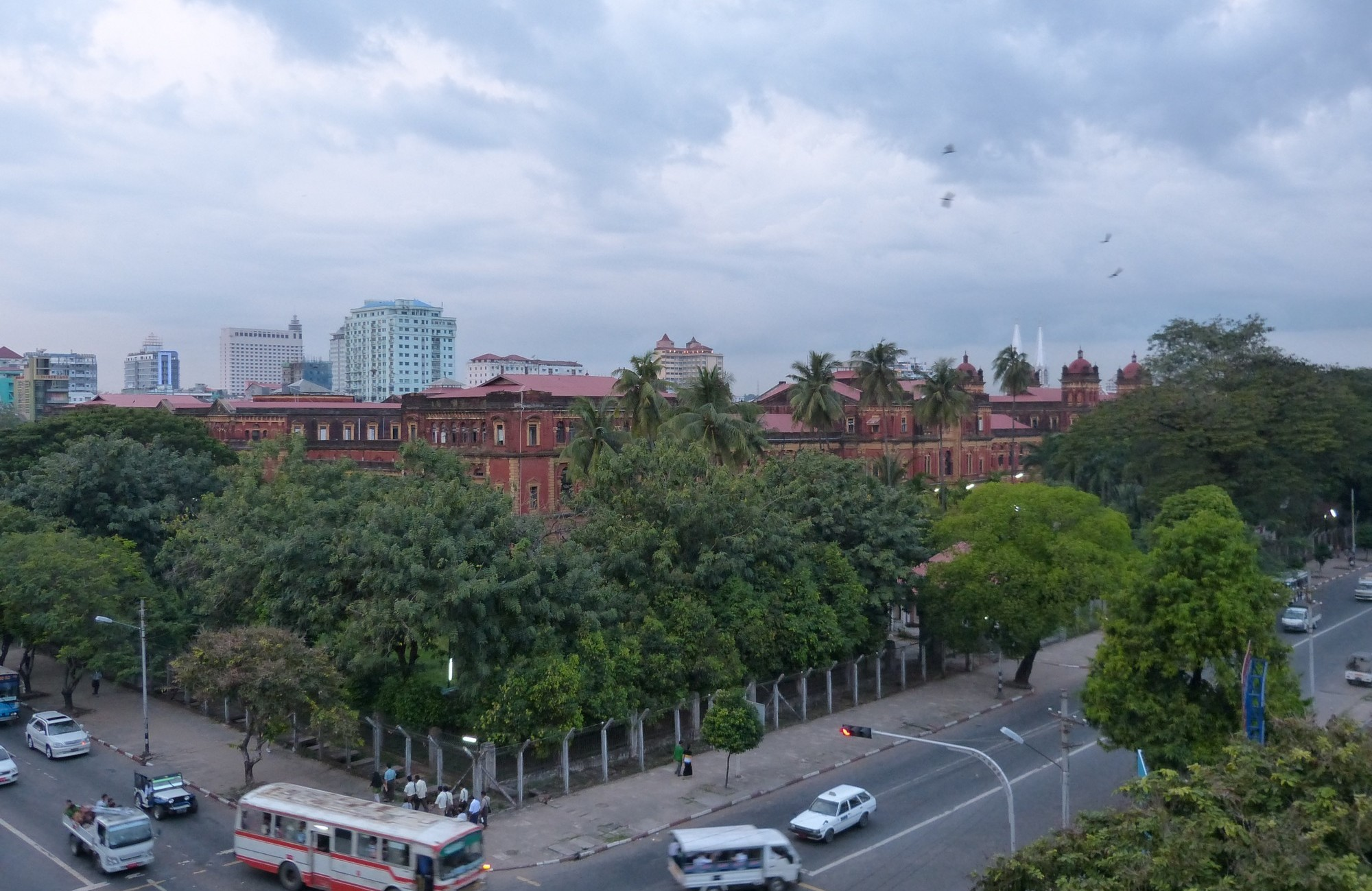
El edificio en 2012.

El edificio, con una superficie de 6,5 hectáreas, ocupa una manzana entera delimitada por las vías Anawrahta al norte, Theinbyu al este, Maha Bandoola al sur y Bo Aung Kyaw al oeste. Se encuentra a aproximadamente 1 km al sureste de la Estación Central de Ferrocarriles de Rangún y a 600 m al este de la pagoda Sule.

## Construcción
El edificio, de estilo victoriano, está construido a partir de ladrillos rojos y amarillos en una estructura en forma de U. La construcción empezó a finales del siglo XIX. El edificio central se completó en 1902, mientras que las alas este y oeste se terminaron de construir en 1905, con un coste de 2,5 millones de kyats.

## Asesinato de Aung San
Este edificio es donde trabajó el general Aung San, padre de la Birmania moderna. El 19 de julio de 1947, durante una reunión del Consejo Ejecutivo en la Oficina de los Ministros, Aung San y seis ministros fueron asesinados por un grupo de paramilitares enviados por el ex primer ministro U Saw.
En la actualidad, el 19 de julio se conmemora como el Día de los Mártires de Birmania. El edificio se encuentra en la Lista del Patrimonio de la Ciudad de Rangún, y está completamente abandonado.

## Restauración
En los años 1930, durante un terremoto, se derrumbaron dos de las cuatro torres de los edificios de las esquinas, así como la cúpula central. El edificio dejó de estar en uso desde que el gobierno se trasladara a la nueva capital, Naypyidaw. El gobierno se debatió sobre si restaurarlo y convertirlo en un hotel o un museo. En 2011, en medio de discusiones nacionales sobre la transformación de los edificios coloniales de Rangún para atraer el turismo, se planteó convertir la Oficina de los Ministros en un museo, en lugar de en un hotel.
The government debated whether to restore it and turn it into a hotel or museum. In 2011, amid national discussions on converting Yangon's colonial-era buildings to attract tourism, plans were made to convert the Ministers' Building into a museum, not a hotel.

## Apertura al público
El edificio se encuentra cerrado al público. Sin embargo, todos los años, durante el aniversario de la muerte del general Aung San, su oficina y la habitación donde él y sus ministros fueron asesinados se abren al público.
El 19 de julio de 2017, Birmania celebró el 70.º aniversario del Día de los Mártires. Por primera vez desde que el edificio dejó de tener uso, la Cámara del Parlamento de Rangún (ubicada dentro del complejo) y la sala de reuniones del gabinete se abrieron al público. En el edificio entraron 42 101 birmanos y 205 extranjeros para honrar a sus caídos. El museo expuso mobiliario y objetos que habían estado presentes en la habitación durante el asesinato. Entre los artículos expuestos se encontraban las sillas donde se habían sentado las víctimas, así como plumas estilográficas, lápices, llaves, relojes de pulsera, sábanas, mecheros, cajetillas de tabaco, dinero y notas firmadas que utilizaban a diario. Ko Htwe, un guardaespaldas que también fue asesinado, también fue rememorado con una marca en el lugar donde cayó su cuerpo tras recibir el disparo.